# Ртутьдибарий
Ртутьдибарий — бинарное неорганическое соединение
бария и ртути
с формулой Ba2Hg,
кристаллы.

## Получение
- Сплавление стехиометрических количеств чистых веществ:

{\displaystyle {\mathsf {2Ba+Hg\ {\xrightarrow {434^{o}C}}\ Ba_{2}Hg}}}

## Физические свойства
Ртутьдибарий образует кристаллы
тетрагональной сингонии,
пространственная группа I 4/mmm,
параметры ячейки a = 0,4220 нм, c = 1,517 нм, Z = 2,
структура типа дисилицида молибдена MoSi2
.
Соединение образуется по перитектической реакции при температуре 434 °C .